# Mihai Cârciog
Mihai Cârciog (n.1 octombrie 1940, București – d. 12 iunie 2011, Viena) a fost un om de afaceri din România.
La începutul anilor 1990 a înființat revistele Expres, Expres Magazin, „Infractorul”, Telegraf - Constanța, Academia Cațavencu, Cuvântul, „VIP”, posturile Tele 7abc, SOTI Neptun, TV89 Timișoara și cotidianul Evenimentul zilei.
Traseu profesional:
- 1962 - Linotipist, Combinatul Poligrafic Casa Scânteii
- 1965 - Dispecer, Întreprinderea Poligrafică Filaret
- 1968 - Șef serviciu tehnic, Editura Științifică și Enciclopedică
- 1981 - Tehnoredactor-șef, Editura Sport Turism
- 1986 - Secretar de redacție, Viața Românească, Uniunea Scriitorilor

A fost unul din sponsorii particulari principali ai Memorialului Victimelor Comunismului și al Rezistenței de la Sighet fiind în același timp și membru în Consiliul Director al Fundației Academia Civică.

## Filmografie

### Producător
- Crucea de piatră (1994) - împreună cu Dinu Tănase